# Nilo Bianco
Il Nilo Bianco (in arabo: النيل الأبيض, translitterato an-Nīl al-Ābyad) è un fiume dell'Africa, uno dei due principali tributari del Nilo insieme al Nilo Azzurro. Nasce dal lago Vittoria e si sviluppa per circa 3700 km, dall'Uganda al Sudan, prima di confluire nel Nilo a Khartum. Deve il nome al colore biancastro delle sue acque, dovuto alla ricchezza di sodio.

## Storia
I diversi tratti del Nilo Bianco, dal lago Vittoria fino a Khartum, prendono le denominazioni specifiche di Nilo Vittoria, Nilo Alberto e Nilo della Montagna; la denominazione Nilo Bianco viene usata talvolta anche in senso specifico per indicare solo l'ultimo tratto del fiume, fra il lago No e Khartum.
Sono celebri le spedizioni degli esploratori europei che nel XIX secolo risalivano il Nilo Bianco alla ricerca delle sorgenti del Nilo, che per la cultura occidentale divennero l'emblema della scoperta e della conquista dell'allora misterioso entroterra dell'"Africa nera".

## Corso

### Nilo Vittoria
La prima parte del Nilo Bianco, detta "Nilo Vittoria", nasce dal Lago Vittoria nei pressi della cittadina di Jinja. Il primo tratto alimenta le stazioni idroelettriche di Nalubaale, Kiyira e Bujagali; presso quest'ultima località si formano cascate e rapide adatte al rafting. Da qui il fiume procede verso nord-ovest attraverso l'Uganda, fino a formare il lago Kyoga, nel centro del Paese, per poi deviare verso ovest e toccare l'angolo sudorientale del parco nazionale di Murchison Falls presso le cascate Karuma, dove si trova anche l'importante ponte Karuma Bridge. In seguito il fiume si dirige verso il lago Alberto, e subito prima di confluirvi forma le spettacolari Cascate Murchison, dove l'acqua attraversa una strettoia di sette metri di larghezza per poi fare un salto di diverse decine di metri.

### Nilo Alberto
A partire dal lago Alberto, ancora in Uganda, si sviluppa il secondo tratto del fiume, noto come "Nilo Alberto". Nella parte ugandese il fiume è attraversato da un unico ponte, nel distretto di Nebbi. Fra Adjumani e Moyo esiste un sistema di traghetti che consente l'attraversamento del fiume alle automobili. Il Nilo Alberto scorre verso nord fino a Nimule, dove attraversa il confine con il Sudan del Sud.

### Nilo della Montagna e Nilo Bianco

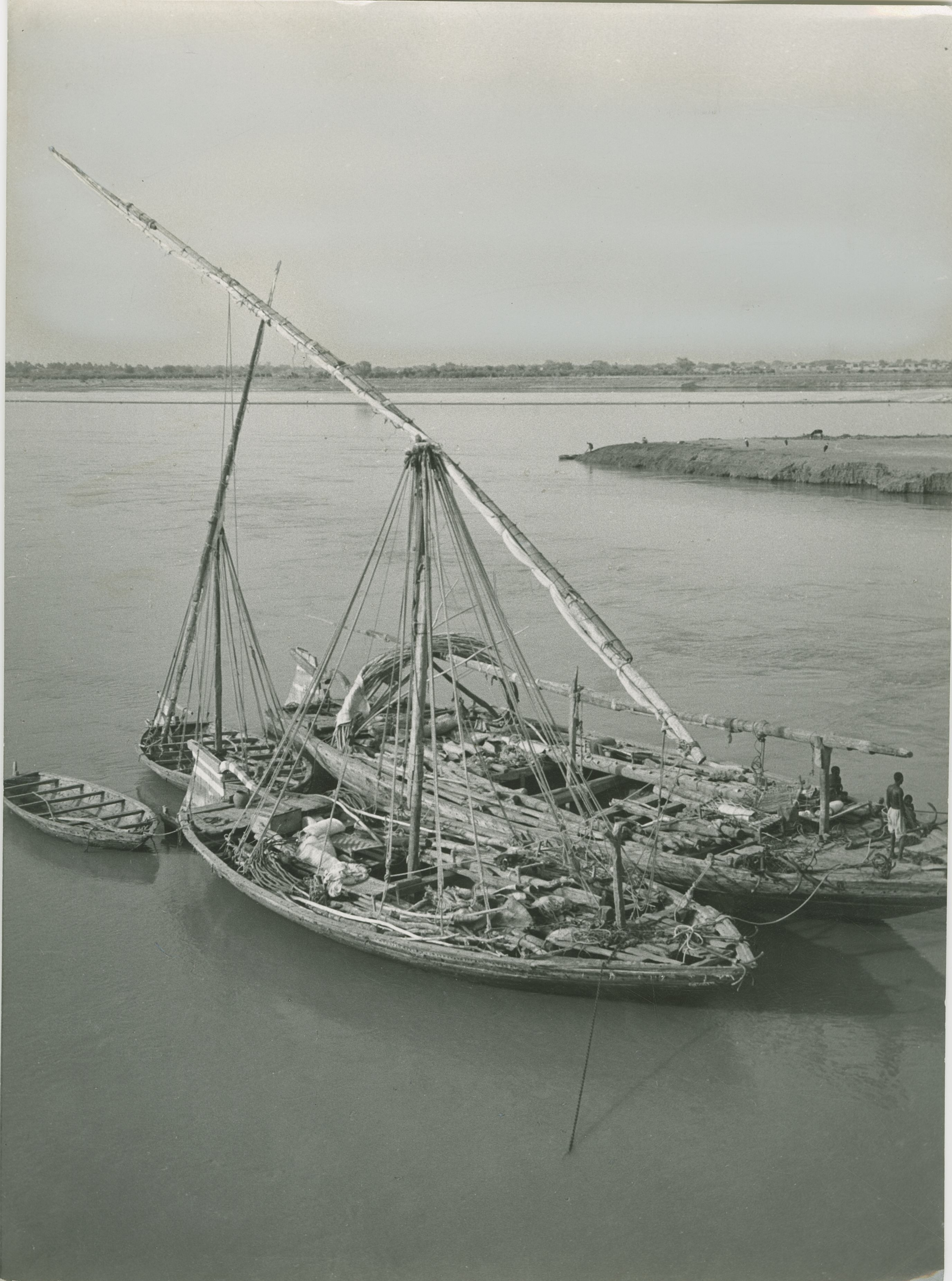
Imbarcazioni nilotiche tradizionali al punto di confluenza del Nilo Bianco col Nilo Azzurro in corrispondenza di Khartum.

Passato il confine del Sudan del Sud il fiume prende il nome di "Nilo della Montagna" o "Bahr al Jabal" (letteralmente "fiume della montagna"). Qui, dopo un tratto iniziale di rapide entra nella pianura del Sudan e nelle vaste paludi del Sudd per poi dirigersi verso il lago No. Presso Juba, capitale del Sudan meridionale, il fiume comincia a essere navigabile. Successivamente,  arriva presso il lago No dove si unisce a un altro fiume, il Bahr al-Ghazal, formando quello che viene chiamato "Nilo Bianco" nell'accezione più stretta del nome. In seguito continua verso est fino a Malakal, il suo corso tocca poi Kodok e si unisce quindi al Nilo Azzurro presso Khartum, capitale del Sudan; la confluenza dei due fiumi segna l'inizio del Nilo.

## Curiosità
Il Nilo Bianco è stato oggetto di uno degli speciali della serie Top Gear. I tre presentatori hanno infatti risalito il corso del Nilo Bianco con tre macchine fino a scoprire una delle possibili sue sorgenti.

## Galleria d'immagini

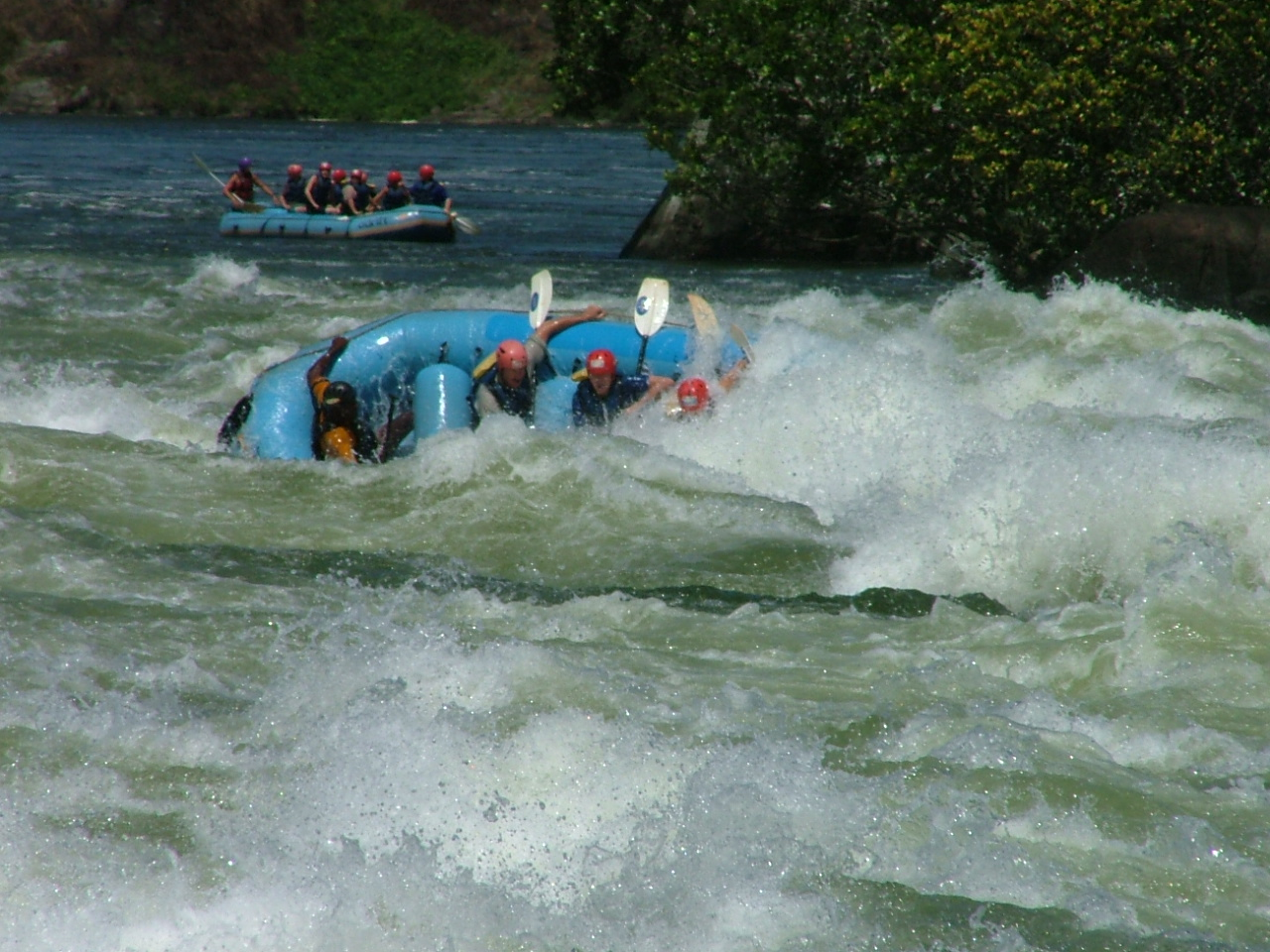
Rafting sulle rapide di Bujagali (tratto iniziale del Nilo Vittoria)
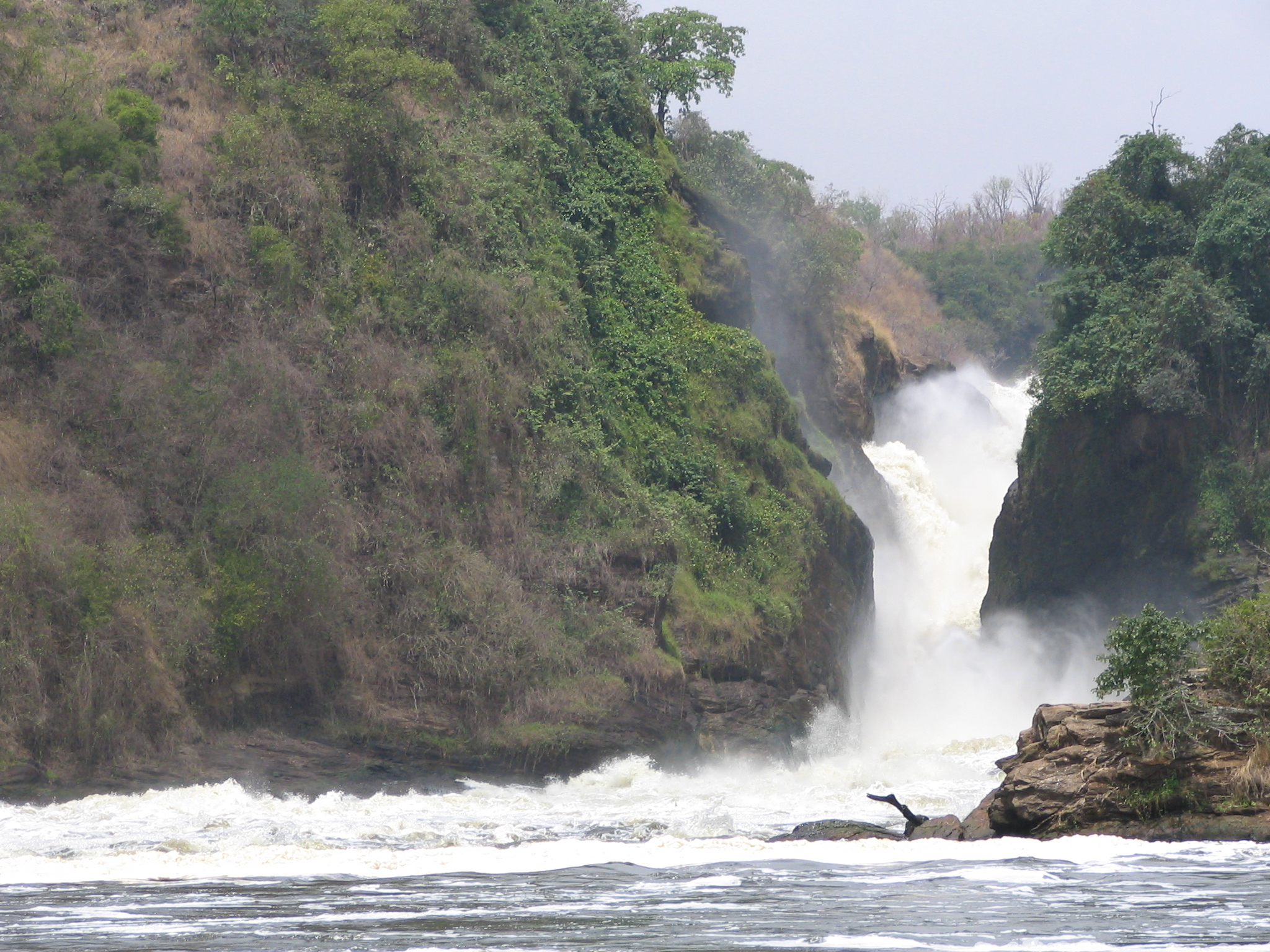
Cascate Murchison, Murchison Falls National Park (Nilo Vittoria)
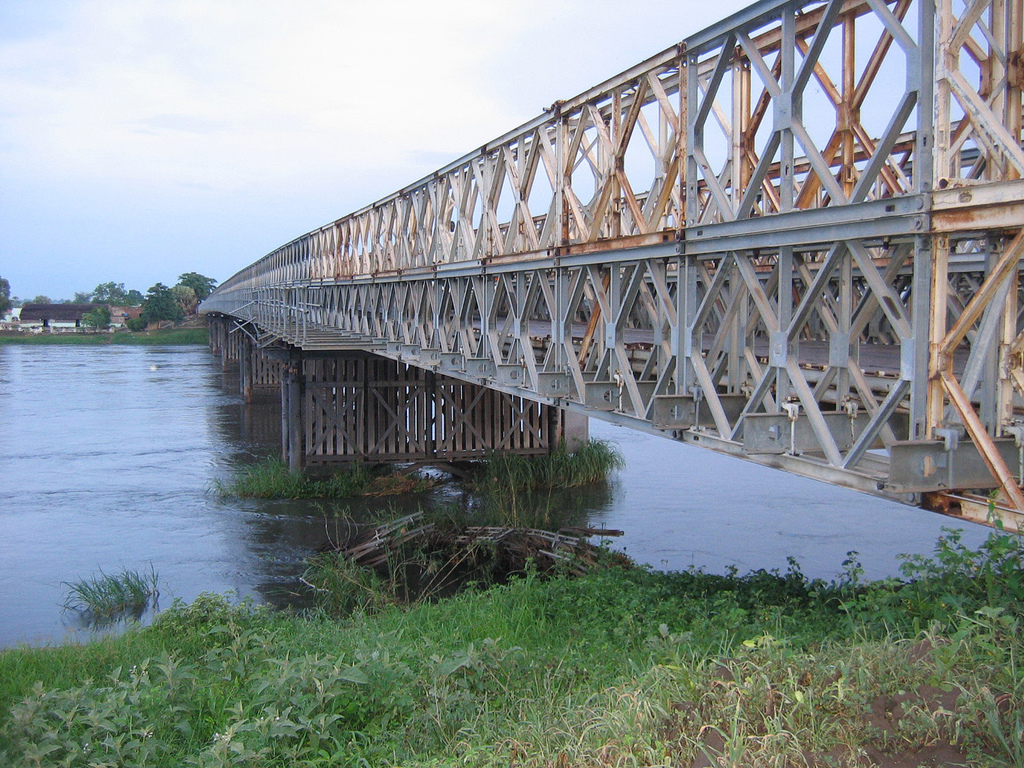
Ponte di Juba (Nilo delle Montagne)